# Yashwantrao Martandrao Mukne
Yashwantrao Martandrao Mukne (Jawhar, 11 dicembre 1917 – Jawhar, 4 giugno 1978) è stato un principe e politico indiano.
Fu Maharaja di Jawhar dal 1927 al 1947.

## Biografia
Il padre di Yashwantrao Martandrao Mukne, Vikramshah Pantangshah, fu raja di Jawhar e prese parte alla prima guerra mondiale ottenendo notevoli onori da parte del governo britannico dell'India. Il giovane principe studiò al Rajkumar College di Rajkot, ed all'Old Blundell's School ed alla Middle Temple in Inghilterra.
Quando il padre morì nel 1927, Yashwantrao Martandrao Mukne era ancora troppo giovane per assumere il controllo del potere e pertanto sua madre Saguna Bai Mukne fu nominata reggente. Yashwantrao Martandrao Mukne raggiunse la maggiore età nel 1938 ed in quell'anno assunse i pieni poteri, legittimamente riconosciuto dal governo britannico in India.

Durante il suo dominio lavorò alacremente per il suo popolo, espandendo le opportunità lavorative nel suo regno, in particolare nel campo chimico, della lavorazione della carta, tessile, della tintura e dei liquori. Aprì nuove scuole, una biblioteca pubblica, un museo, un ospedale e una casa della maternità, dispensari per le aree agricole. Allo scoppio della seconda guerra mondiale, si arruolò come volontario col grado di tenente per quattro anni nella Royal Indian Air Force.

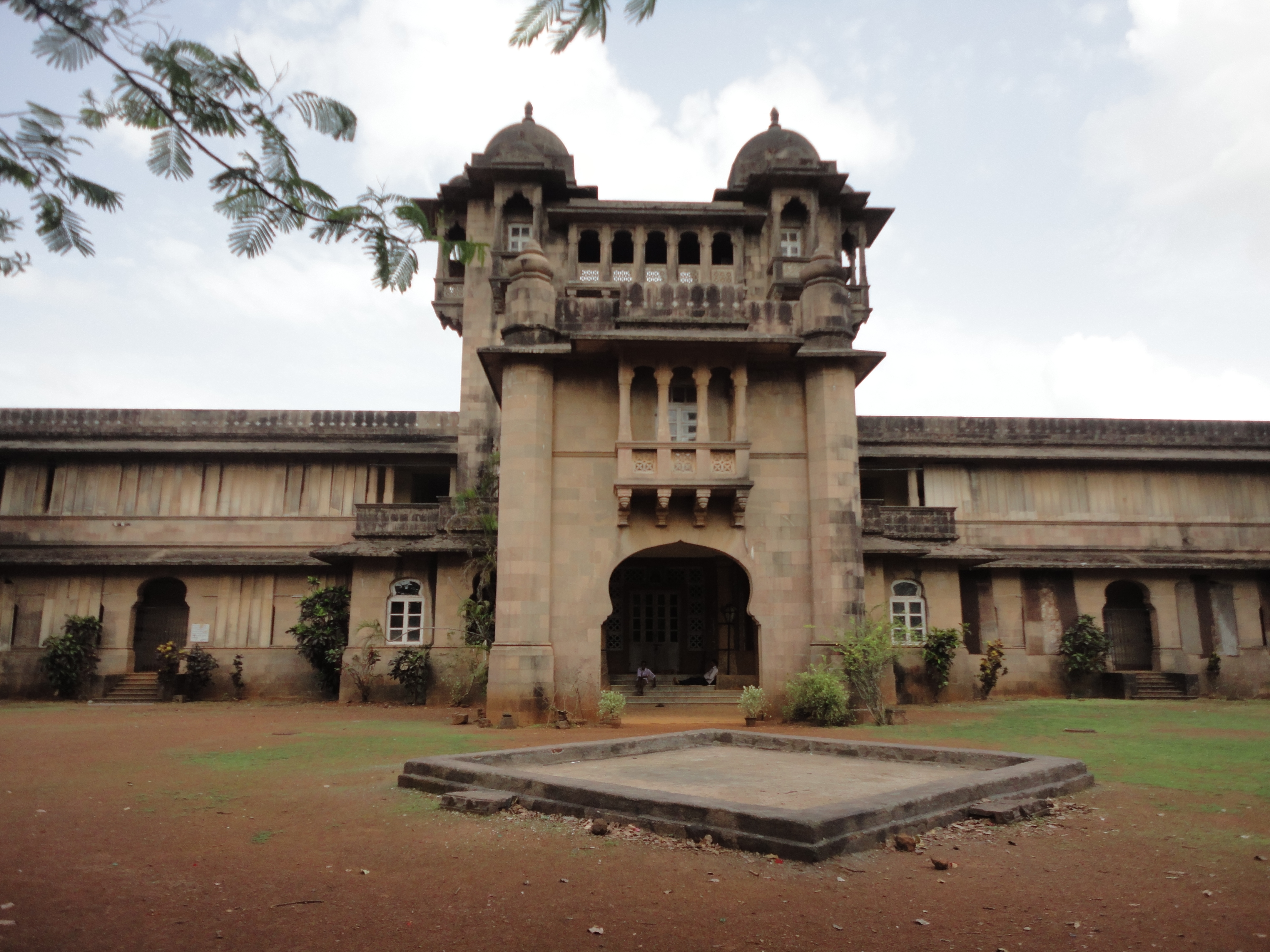
Fronte del palazzo di Jai Vilas fatto costruire da Yashwantrao

Dopo l'indipendenza indiana nel 1947, Yashwantrao entrò in politica. Membro dell'Indian National Congress, venne eletto nella prima legislatura della Lok Sabha per la circoscrizione elettorale di Thane. Venne poi eletto alla terza legislatura per la circoscrizione di Bhiwandi ed alla quarta per Dahanu.
Sposò la principessa Priyamvada Raje dello stato di Jath, dalla quale ebbe un figlio e due figlie.
Morì il 4 giugno 1978 a Jawhar.